# Internacia Televido
Internacia Televido, o ITV, fu il primo ed unico canale televisivo dedicato interamente alle trasmissioni in lingua esperanto; fu prodotto in Brasile.
Venne ufficialmente lanciato su Internet il 5 novembre 2005, con emissioni video e audio sul sito internet internacia.tv.
Il progetto, ideato dall'esperantista brasiliano Flavio Rebelo nel 2003, si concretizzò grazie al sostegno economico di numerosi esperantisti sparsi per i cinque continenti.
Il canale cessò le trasmissioni nel corso del 2006, a causa di problemi finanziari.